# Henwick
Henwick – dzielnica miasta Worcester, w Anglii, w hrabstwie Worcestershire, w dystrykcie Worcester. Leży 2 km na północny zachód od miasta Worcester i 164 km na północny zachód od Londynu.